# Cassie Taylor

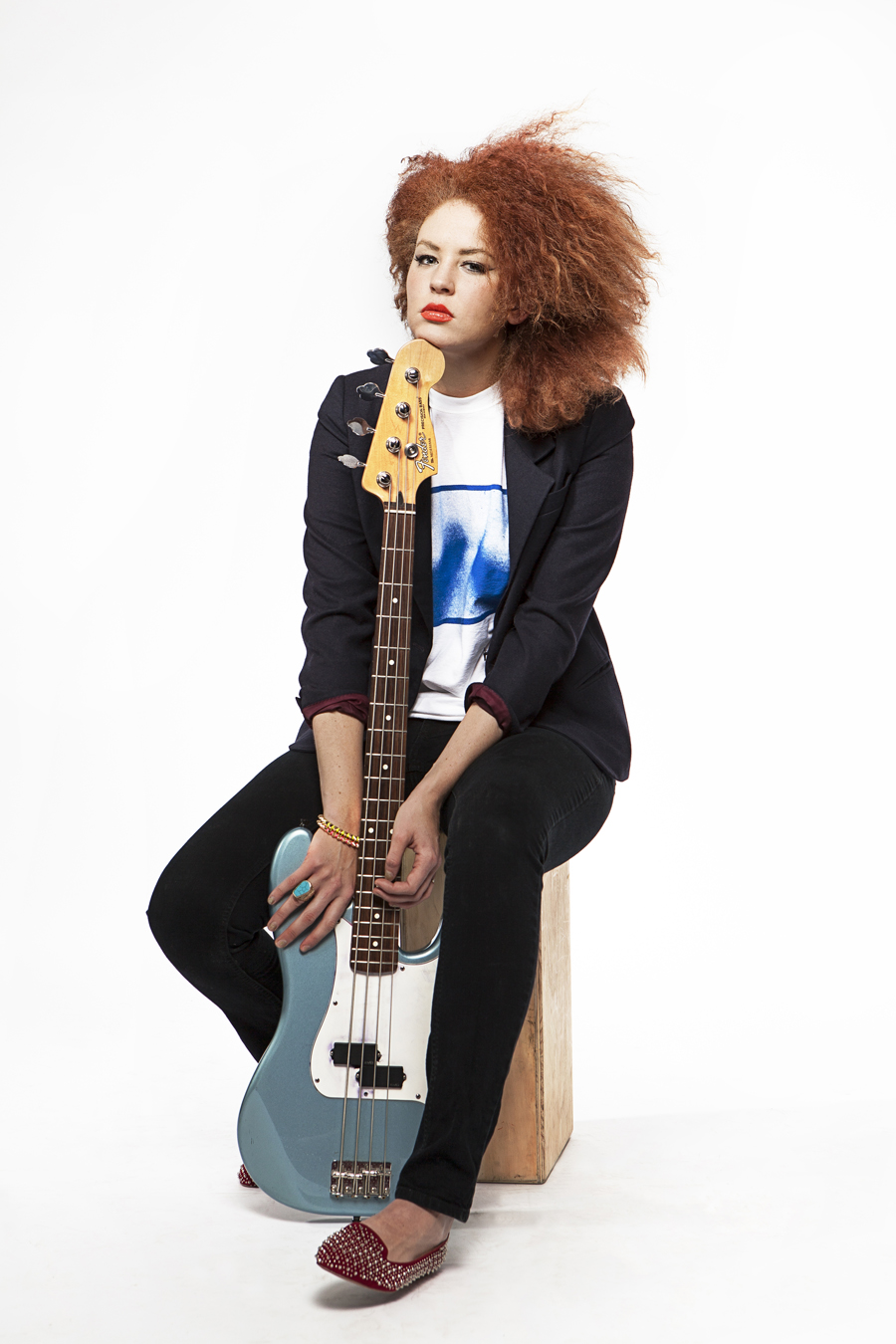
Cassie Taylor (2013)

Cassie Taylor (* 1986 in Boulder (Colorado)) ist eine US-amerikanische Singer-Songwriterin, Bluesmusikerin und Musikproduzentin, die auch als Model und Modedesignerin tätig ist.

## Biografie
Cassie Taylor ist die ältere von zwei Töchtern des Bluesmusikers Otis Taylor, durch den sie bereits als Kind mit der Bluesmusik in Berührung kam und der ihr das Klavierspiel beibrachte. Mit etwa 12 Jahren begann sie, E-Bass zu spielen. Mit 16 begleitete sie ihren Vater als Bassistin in seiner Tourband. Mit der Zeit übernahm sie auch Gesangsparts und Tasteninstrumente. Cassie Taylor ist auf mehreren Alben ihres Vaters zu hören.
2009 verließ sie die Band ihres Vaters, um eigene Aufnahmen zu machen. Als der gewünschte Erfolg ausblieb, wandte sie sich dem Modedesign zu und arbeitete als Model. Später gründete sie ihre eigene Modefirma Moorhead Apparel.
2010 kehrte Cassie Taylor zu ihrem Musikprojekt zurück und spielte ihr erstes Album Blue ein, das 2011 erschien. Zur gleichen Zeit nahm sie mit Dani Wilde und Samantha Fish das Album Girls With Guitars auf und ging mit ihnen auf Tour.
2012 begann Taylor, an ihrem zweiten Album Out Of My Mind zu arbeiten. Sie schrieb, produzierte und sang alle Stücke, spielte E-Bass und Tasteninstrumente sowie das Theremin. Zusätzliche Musiker waren Larry Thompson (Schlagzeug), Steve Mignano (Gitarre) und Jon Gray (Trompete). Das Album kam 2013 auf den Markt und wurde positiv aufgenommen.

## Diskografie

### Alben
- 2011: Blue
- 2011: Girls With Guitars mit Dani Wilde und Samantha Fish
- 2013: Out Of My Mind

### Single
- 2013: That’s My Man